# 正法寺川公園
正法寺川公園（しょうぼうじがわこうえん）は、徳島県板野郡藍住町にある公園である。UFO形の遊具が設置されているため「UFO公園」とも呼ばれ、親しまれている。
「正法寺川公園（みどり橋）」で、平成8年度手づくり郷土賞受賞。	

## 地理
正法寺川沿いにある公園で、藍住町総合文化ホールなどの公共施設が多く集まる藍住町の中央部に位置している。歩行者専用の木橋としては西日本一長いみどり橋が園内に架かっている。みどり橋は、公園のシンボルとして整備された橋で、正法寺川の両岸を結ぶ。
徳島県下一のバラ園である藍住町バラ園と隣接しており、公園と共に利用されることが多い。

## 施設
- みどり橋 - 西日本一長い木造のアーチ橋。
- トイレ - 2ヶ所。

## 交通
- JR鳴門線「勝瑞駅」下車、車で約10分。